# Veramycina
Veramycina är ett släkte av svampar. Veramycina ingår i familjen Chaetosphaerellaceae, ordningen Coronophorales, klassen Sordariomycetes, divisionen sporsäcksvampar och riket svampar.
|            | Diplosporium                         |
|            |                                      |
|            | Crassochaeta                         |
|            |                                      |
| Veramycina | \| \| Veramycina elegans \| \| \| \| |
|            | \| \| Veramycina elegans \| \| \| \| |
|            | Spinulosphaeria                      |
|            |                                      |
|            | Chaetosphaerella                     |
|            |                                      |
|            | Veramycina elegans                   |
|            |                                      |

|  | Veramycina elegans |
|  |                    |